# Live at the BBC Sight & Sound
Live at the BBC Sight & Sound es un álbum en vivo del grupo de rock progresivo inglés Renaissance, editado en el 2016 y publicado en un triple CD, así como en DVD.
Este trabajo está conformado por cuatro presentaciones que la agrupación dio para la BBC en los años setenta, con la formación clásica de la banda.
El DVD incluye la única interpretación en directo de Renaissance que fue filmada profesionalmente a color por aquellos años.

## Lista de canciones
DVD 
1. «Introduction» (0:51)
2. «Carpet of the Sun» (4:17)
3. «Mother Russia» (11:03)
4. «Can You Hear Me» (14:17)
5. «Ocean Gypsy» (8:02)
6. «Running Hard» (10:43)
7. «Band Introduction» (0:56)
8. «Touching Once (Is so Hard to Keep)» (10:42)
9. «Prologue» (7:23)
CD 1 
1. «Introduction» (0:51)
2. «Carpet of the Sun» (4:17)
3. «Mother Russia» (11:03)
4. «Can You Hear Me» (14:17)
5. «Ocean Gypsy» (8:02)
6. «Running Hard» (10:43)
7. «Band Introduction» (0:56)
8. «Touching Once (Is so Hard to Keep)» (10:42)
9. «Prologue» (7:23)
CD 2 
1. «Running Hard» (11:52)
2. «Mother Russia» (10:31)
3. «Prologue» (7:30)
4. «Ocean Gypsy» (8:09)
5. «Ashes are Burning» (18:34)
6. «Day of the Dreamer» (9:54)
7. «The Vultures Fly High» (2:51)
8. «Midas Man» (3:51)
CD 3 
1. «Prologue» (8:01)
2. «Running Hard» (10:12)
3. «Ocean Gypsy» (5:47)
4. «Mother Russia» (10:26)
5. «Song of the Scheherazade» (25:36)

## Integrantes
- Annie Haslam - voz principal
- Michael Dunford - guitarras, coros
- John Tout - teclados, piano
- Jon Camp - bajo eléctrico, coros
- Terence Sullivan - batería, percusiones, coros